# Latour-de-France
Latour-de-France (occitansk: La Tor de Trinhac, catalansk: La Tor de França) er en by og kommune i departementet Pyrénées-Orientales i Sydfrankrig.

## Geografi
Latour-de-France ligger 28 km vest for Perpignan. Nærmeste byer er mod øst Estagel (4 km), mod sydvest Montner (3 km) og mod vest Planèzes (4 km).

## Demografi

### Udvikling i folketal
| 1962                                                              | 1968  | 1975  | 1982  | 1990 | 1999 | 2007  | 2015  | 2017  |
| ----------------------------------------------------------------- | ----- | ----- | ----- | ---- | ---- | ----- | ----- | ----- |
| 1.002                                                             | 1.047 | 1.019 | 1.078 | 833  | 885  | 1.052 | 1.037 | 1.026 |
| Tal fra og med 1962 er uden dobbelttælling (sans doubles comptes) |       |       |       |      |      |       |       |       |